# Mister Brasil 2011
Mister Brasil 2011 foi a 7ª edição do tradicional concurso masculino denominado de Mister Brasil. Foi realizado entre os dias primeiro e oito de Maio de 2011 na cidade de Angra dos Reis, no estado do Rio de Janeiro. O evento ajudou a definir o representante brasileiro nos principais concursos de beleza internacionais.  O concurso teve a participação de trinta e nove candidatos eleitos representando estados e ilhas e a apresentação do concurso ficou a cargo de Cris Barth, da emissora gaúcha TV Pampa e a final do concurso foi transmitido pela TV UOL, no dia sete de maio às 22 horas. A competição de beleza masculina, reuniu esportes, talento, moda e compromisso social, divididos em etapas classificatórias. 

## Resultados

### Colocações
| Posição                                             | Candidato |
| --------------------------------------------------- | --- |
| Vencedor                                            | Ilhas de Búzios - Lucas Malvacini |
| 2º. Lugar                                           | Roraima - Júnior Ferreira |
| 3º. Lugar                                           | Distrito Federal - César Curti |
| 4º. Lugar                                           | Atol das Rocas - Renan Oliveira |
| 5º. Lugar                                           | Alagoas - Donato Oliver |
| (TOP 10) Semifinalistas (Em ordem de classificação) | Piauí - Murilo Rezende Minas Gerais - Bruno Soraggi Itaparica - Ramirez Allender Bahia - Caian Souza Amapá - Bruno Santos Pereira |
| (TOP 20) Semifinalistas (Em ordem de classificação) | Mato Grosso do Sul - Lucas Paniago Fernando de Noronha - Marcus Duarte Maranhão - Thiago Tricarico São Pedro e São Paulo - Ricardo Magryno Amazonas - Daniel Almeida Rio Grande do Sul - William Rëch Mato Grosso - Renan Cunha Pernambuco - Diego Lemos São Paulo - Victor Franceschini Espírito Santo - Eduardo Rosa |

### Prêmios Especiais
- O concurso distribuiu os seguintes prêmios este ano:

| Prêmio              | Candidato                               |
| ------------------- | --------------------------------------- |
| Mister Fotogenia    | Atol das Rocas - Renan Oliveira         |
| Mister Amizade      | Alagoas - Donato Oliver                 |
| Mister Imprensa     | São Pedro e São Paulo - Ricardo Magryno |
| Mister Cordialidade | Bahia - Caian Souza                     |
| Mister Popularidade | Itaparica - Ramirez Allender            |

## Melhores por Região
- Os misters mais bem colocados por região do País:

| Posição      | Candidato                         |
| ------------ | --------------------------------- |
| Ilhas        | Ilhas de Búzios - Lucas Malvacini |
| Sul          | Rio Grande do Sul - William Rëch  |
| Norte        | Roraima - Júnior Ferreira         |
| Centro Oeste | Distrito Federal - César Curti    |
| Sudeste      | Minas Gerais - Bruno Soraggi      |
| Nordeste     | Alagoas - Donato Oliver           |

## Provas Classificatórias
- Apenas os vencedores das etapas estão listados abaixo: [3]

| Colocação            | Candidato                         |
| -------------------- | --------------------------------- |
| Beach Hunk           | Ilhas de Búzios - Lucas Malvacini |
| Mister Esportes      | Amapá - Bruno Santos Pereira      |
| Mister Talento       | Espírito Santo - Eduardo Rosa     |
| Beleza com Propósito | São Paulo - Victor Franceschini   |
| Best Model           | Distrito Federal - César Curti    |

## Candidatos
Participaram do concurso este ano, os seguintes candidatos: 
| - Alagoas - Donato Oliver - Alcatrazes - Marco Betti - Amapá - Bruno Santos Pereira - Amazonas - Dan Almeida - Atol das Rocas - Renan Oliveira - Bahia - Caian Berilson - Ceará - Bruno Guerreiro - Distrito Federal - César Curti - Espírito Santo - Eduardo Rosa - Fernando de Noronha - Marcus Duarte - Goiás - Daniel Agnesini - Ilha Anchieta - Diego Uchoa - Ilha Grande - Heron Salvini - Ilha de Porto Belo - Eduardo Locatelli - Ilhas de Angra - Rudley Soares - Ilha dos Lobos - Anderson Firmino - Ilha dos Marinheiros - Eddy Branco - Ilhas de Búzios - Lucas Malvacini - Ilhas de Florianópolis - Henrique Nuhrich - Ilhas do Araguaia - Dimmi Kalil | - Ilhas do Delta do Jacuí - Gustavo Schmitt - Itaparica - Ramirez Allender - Maranhão - Thiago Tricarico - Mato Grosso - Renan Alves Cunha - Mato Grosso do Sul - Lucas Paniago - Minas Gerais - Bruno Soraggi - Paraná - Tiago Zwiener - Pernambuco - Diego Lemos - Piauí - Murilo Rezende † - Rio de Janeiro - André Caricchio - Rio Grande do Sul - Willian Rëch - Rondônia - Wellington Espírito Santo - Roraima - Júnior Ferreira - Santa Catarina - Ralf Esmeraldino - São Paulo - Victor Franceschini - São Pedro e São Paulo - Ricardo Magryno - Sergipe - João Chiaffitelli - Tocantins - Kellton Viana - Trindade e Martim Vaz - Rodolfo Paes |

## Histórico

### Desistências
- Acre - Bruno Mendes
- Ilhabela - Irrácio Sérgio
- Ilha do Mel - Bruno Gaeta
- Paraíba - Cassius Almeida
- Rio Grande do Norte - Hiago Paulino

### Trocas
- Ilha dos Marinheiros - Guilherme Schroeter por Eddy Branco.
- Ilha Grande - Samuel Vieira por Heron Salviani.
- Sergipe - Ivo Cavalcanti por André Aragão e depois por João Chiaffitelli.

### Desistências
- Lucas Malvacini (1º. Lugar) representou o Brasil no Manhunt Internacional 2011 em Seoul, na Coreia do Sul.
- César Curti (3º. Lugar) representou o Brasil no Mister Internacional 2011 em Bancoque, na Tailândia e Venceu.

## Ligações Externas
- Site Oficial do Mister Mundo (em inglês)
- Site Oficial do Concurso Nacional de Beleza